# Marius Gherman
Marius Gherman (n. 14 iulie 1967, Sibiu, România) este un gimnast român, laureat cu bronz olimpic la Seul 1988.